# Illeis galbula
Espèce
Synonymes
Psyllobora galbula
Illeis galbula est une espèce de coléoptères de la famille des coccinellidés.

## Description
Les adultes font 4 à 5 mm de long tandis que les larves en font entre 8 et 10. Les adultes sont jaune clair avec des taches noires, les larves et les nymphes sont de couleur blanche avec des points noirs.

## Comportement
Pendant la journée, les adultes se déplacent rapidement et s'envolent ou se laissent tomber facilement quand on les dérange. Ils se nourrissent sur les moisissures et autres champignons noirs. La nymphe est active et se tient souvent debout sur son arrière-train.

## Répartition
Cette espèce vit en Australie et a été importée en Nouvelle-Zélande.